# Fairport
Fairport – wieś w Stanach Zjednoczonych, w stanie Nowy Jork, w hrabstwie Monroe.